# Pipistrellus aero
Pipistrellus aero es una especie de murciélago de la familia Vespertilionidae.

## Distribución geográfica
Se encuentra en Norori en  Kenia, y posiblemente en Etiopía , pero sin confirmación.